# Fusanus griseostriatus
Fusanus griseostriatus är en insektsart som beskrevs av Rauno E. Linnavuori 1955. Fusanus griseostriatus ingår i släktet Fusanus och familjen dvärgstritar. Inga underarter finns listade i Catalogue of Life.